# Piste de Santa Fe
Pour le film de Michael Curtiz avec Errol Flynn, voir La Piste de Santa Fe.
La piste de Santa Fe est une piste américaine historique du XIXe siècle à travers le Sud-Ouest de l'Amérique du Nord, reliant le Missouri à Santa Fe au Nouveau-Mexique.

## Histoire
Après avoir été pratiquée par les Indiens, les pistes entre le Mississippi, le Missouri, le Kansas, le Colorado et le Nouveau Mexique (villes de Taos et de Santa Fe) furent explorées et développées au XVIIIe siècle par des trappeurs et négociants français à l'époque de la Louisiane (Nouvelle-France) sous souveraineté française puis espagnole. Parmi ces pionniers français de la piste de Santa Fe figurent d'abord les frères Pierre Antoine et Paul Mallet en 1739-1740, ensuite Pierre Vial en 1792, enfin Auguste-Pierre Chouteau et Jules de Mun (en) en 1815.
En 1821, la piste de Santa Fe fut empruntée pour la première fois par un Américain, William Becknell (en). D'abord route pour le commerce international entre les États-Unis et le Mexique, elle sert aussi pour l'invasion américaine de 1846 du Nouveau-Mexique durant la guerre américano-mexicaine. Après l'acquisition par les États-Unis du Sud-Ouest de l'Amérique du Nord, la route aide à ouvrir la région au développement et à la colonisation, jouant un rôle vital dans l'expansion américaine sur les territoires nouvellement acquis. Elle est une voie commerciale et militaire importante jusqu'à l'arrivée de la voie ferrée à Santa Fe en 1880 (la Atchison, Topeka and Santa Fe Railway). 
La route est célébrée aujourd'hui par le National Park Service comme la Santa Fe National Historic Trail. Une autoroute qui suit à peu près le tracé de l'ancienne voie à travers le Colorado et le Nord du Nouveau-Mexique est appelé la Santa Fe Trail National Scenic Byway.

## Itinéraire
Le point oriental de la piste se situe dans le centre de l'État du Missouri, dans la ville de Franklin, au nord de la rivière Missouri. Le passage à travers le Missouri reprend le tracé du Great Osage Trail (en), itinéraire traditionnel emprunté par les Indiens osages qui suivaient les traces des bisons et autres animaux migratoires.
À l'ouest de Franklin, la piste traverse Arrow Rock, puis suit le tracé de ce qui est aujourd'hui la route 24. La piste passe ensuite au nord de Marshall, traverse Lexington jusqu'au Fort Osage (en), puis jusqu'à Independence.
Après Independence, la piste entre dans l'État du Kansas à Olathe. Depuis Olathe, la piste traverse Baldwin City, Council Grove, passe à l'est de McPherson, pour rejoindre Lyons. La piste suit ensuite le tracé de ce qui est aujourd'hui la route 56 jusqu'à Great Bend, ville traversée par la rivière Arkansas. La piste remonte la rivière jusqu'à Dodge City, puis Gardner. À ce niveau, il est possible de quitter la piste de Santa Fe pour rejoindre les pistes de l'Oregon et de la Californie en prenant la direction nord-ouest.
À l'ouest de Garden, la piste se sépare en deux. La route de la montagne (la plus longue) passe par le col de Raton. L'autre route est le raccourci de Cimarron qui coupe à travers le désert de Cimarron. Ce dernier parcours était plus dangereux.
Une partie de la piste de Santa Fe est aujourd'hui reconnue National Scenic Byway.

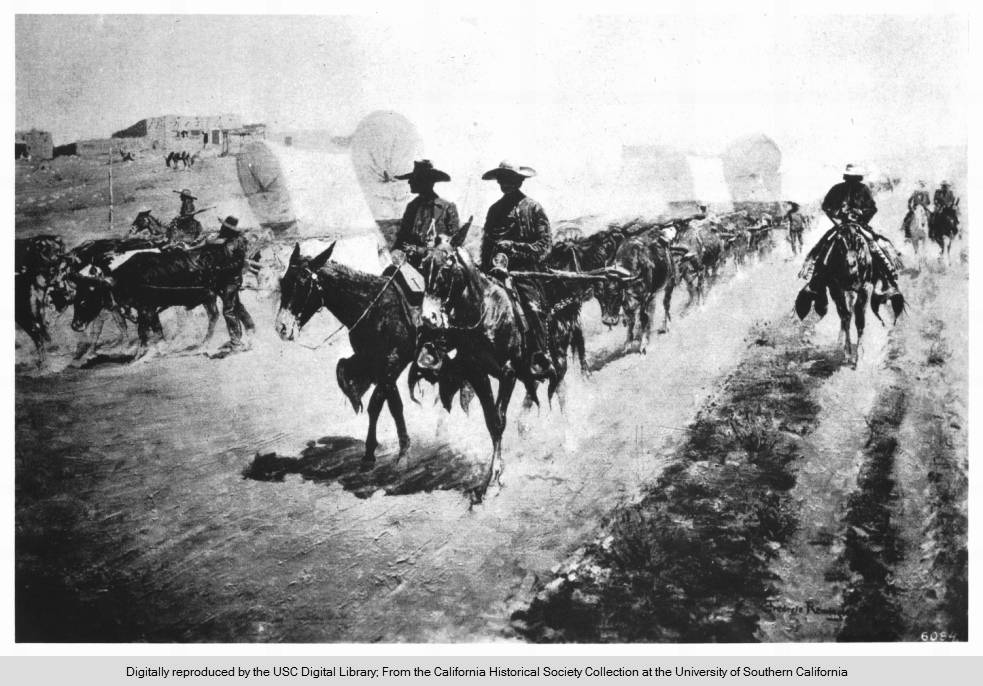
Photographie de la peinture The Old Santa Fe Trail par Frederic Remington.
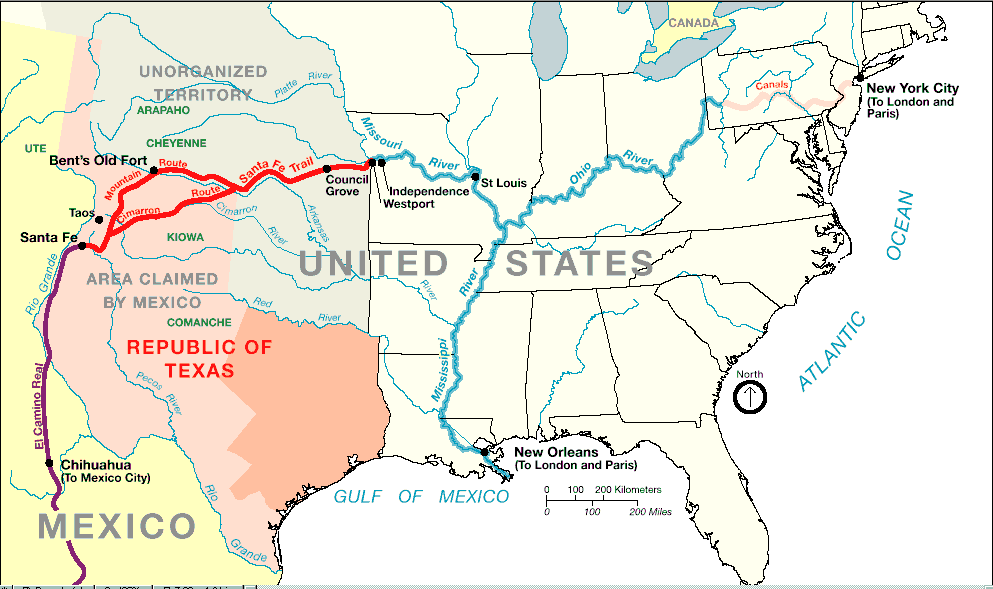
Tracé de la piste de Santa Fe (en rouge) en 1845.
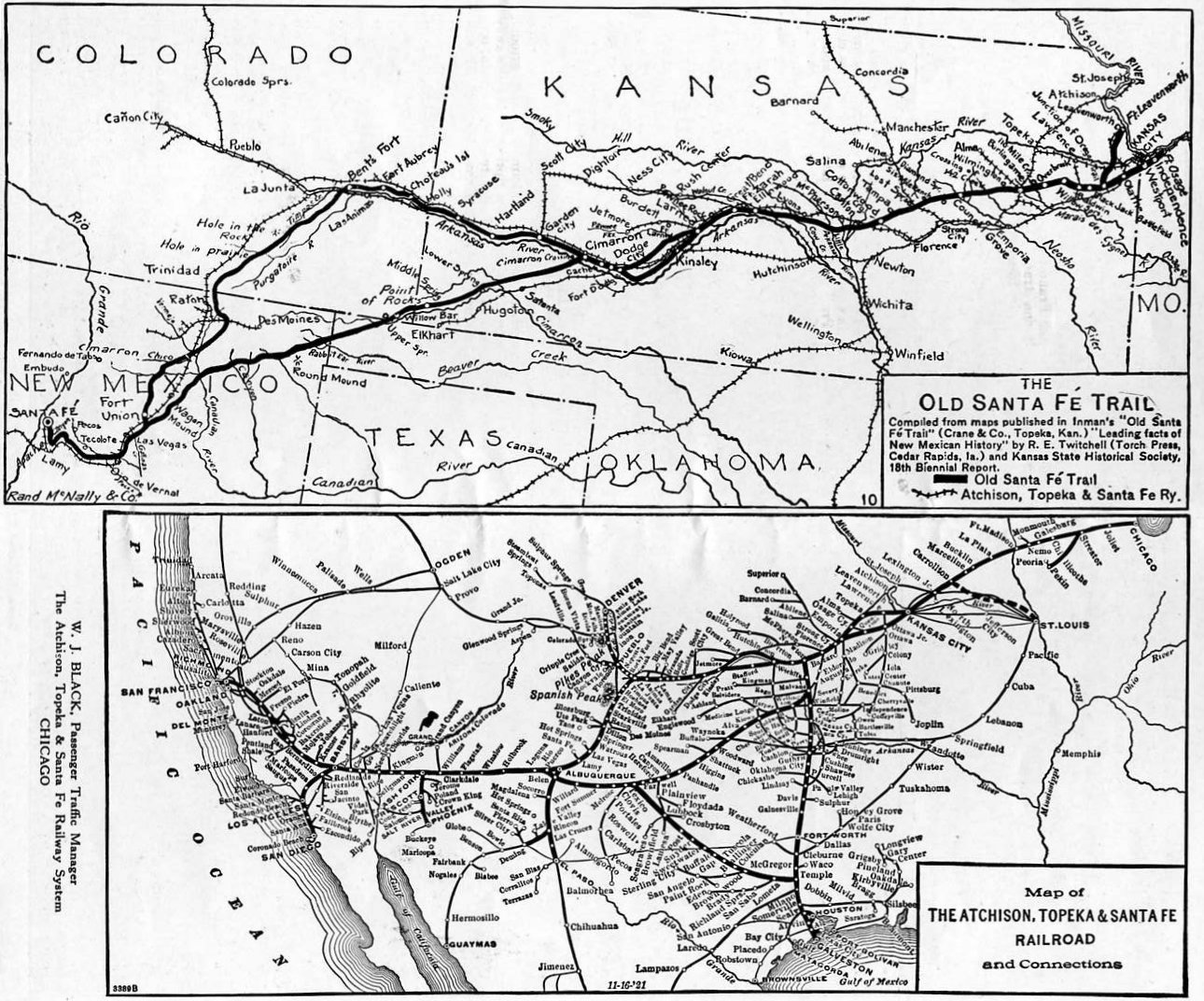
Carte de 1922.
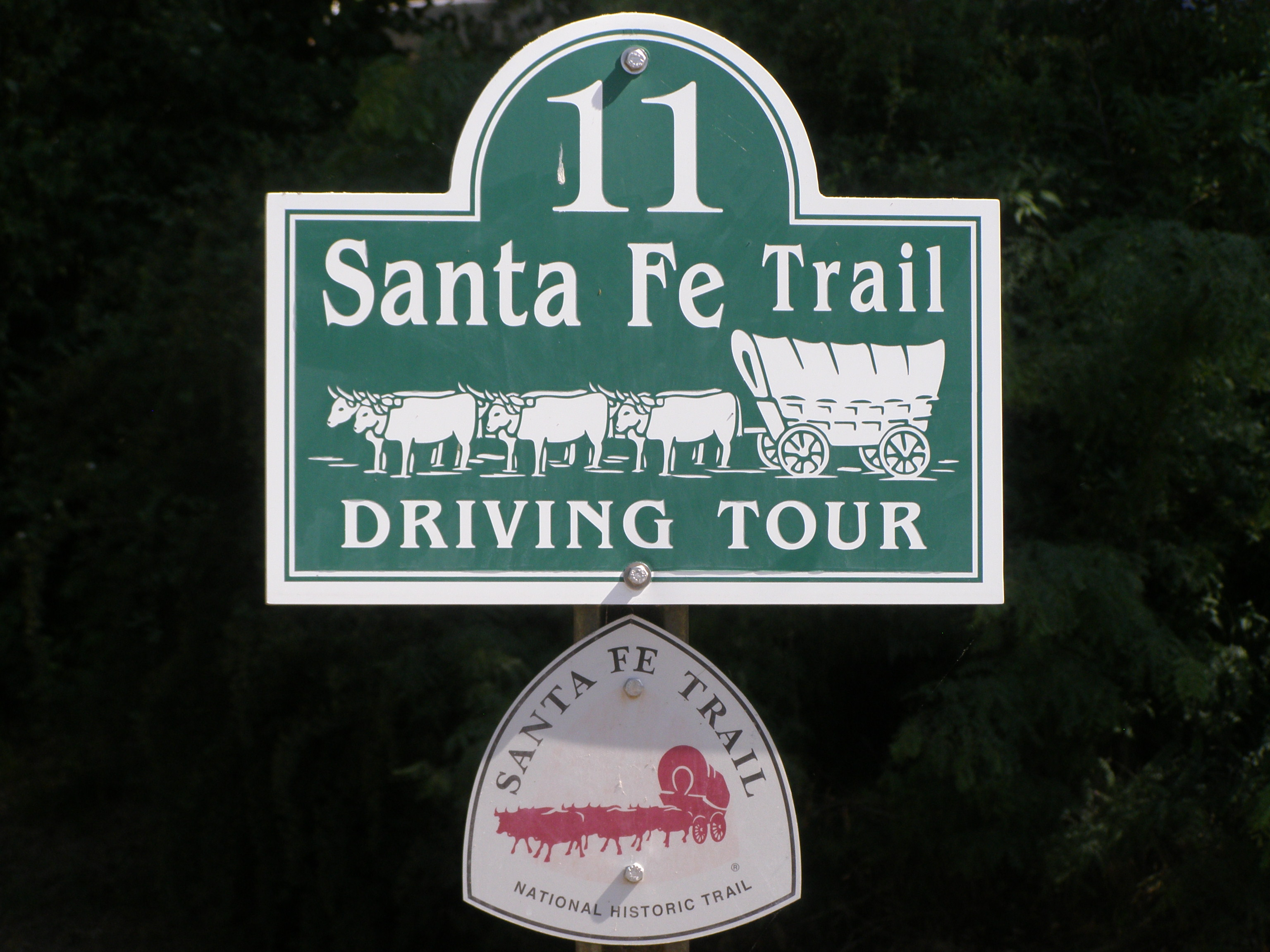
Panneau routier de la piste.
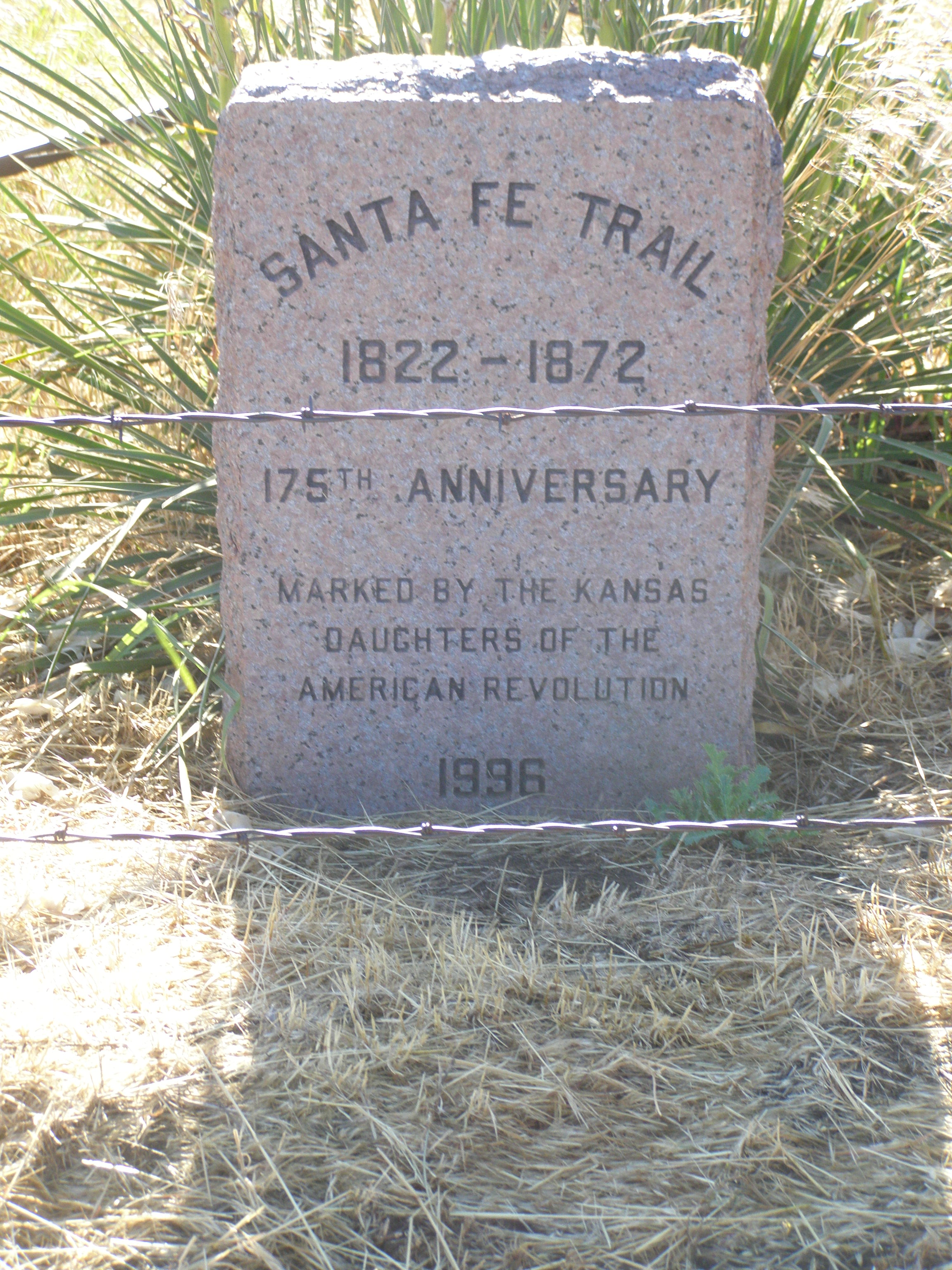
Borne commémorative.

### Pages liées
- Pistes et routes historiques aux États-Unis
- National Scenic Byway